# Giovanna Pollarolo
Giovanna Rosa Pollarolo Giglio (Tacna, 21 de agosto de 1952) es una poeta, ensayista, narradora y guionista peruana de ascendencia italiana.

## Biografía
Hija de Mario Pollarolo y Elena Giglio. Estudió en el Colegio Santa Ana de su ciudad natal. Cursó Literatura en la Pontificia Universidad Católica del Perú entre 1980 y 1986, donde se licenció en Lingüística y Literatura. Es magíster en Literatura Hispanoamericana por la Universidad Nacional Mayor de San Marcos y doctora en Philosophy Spanish por la Universidad de Otawa. En 1986 publicó su primer poemario: Huerto de los olivos. 
A la par que a la poesía, Pollarolo se ha dedicado al periodismo, la docencia y la escritura de guiones cinematográficos, entre los cuales destacan La boca del lobo, Caídos del cielo y No se lo digas a nadie. En 1991 publicó su segundo libro Entre mujeres solas, que significó un giro en la poesía femenina peruana, por la frescura de su discurso y la complejidad de su estructura.  En 1997 fue el turno de La ceremonia de adiós, que no ha hecho más que confirmar su importancia en las letras peruanas.
En el 2002 comenzó a escribir columnas sobre temas culturales para el periódico Perú.21. Actualmente es docente a tiempo completo en la Pontificia Universidad Católica del Perú y dirige la Maestría de Escritura Creativa en dicha casa de estudios. En 2022 fue reconocida como Personalidad Meritoria de la Cultura por el Ministerio de Cultura.
Estuvo casada con el director de cine Francisco J. Lombardi y es madre del actor Diego Lombardi y la cineasta Joanna Lombardi.
«Su poesía se distingue por su palabra directa y su tono confesional accesible para todos los públicos».

## Obra literaria
- Huerto de los olivos (1986), poemario
- Entre mujeres solas (1991, 1995, 2000), poemario.
- La ceremonia del adiós (1997, 1998), poemario.
- Atado de nervios (1999), libro de cuentos.
- Dos veces por semana (2008, 2015), novela.
- Entre mujeres solas. Poesía reunida (2013), poemario.
- De aventurero a Letrado. El discurso de Pedro Dávalos y Lissón (2015), ensayo.
- Toda la culpa la tiene Mario (2016), novela.
- Nuevas aproximaciones a viejas polémicas: cine y literatura (2019), ensayo.
- Matusalén (2022), relatos.

## Obra como guionista
- Bajo tu piel (telenovela) (1986 - 1987)
- La boca del lobo (1988)
- Caídos del cielo (1990)
- No se lo digas a nadie (1998)
- Pantaleón y las visitadoras (1999)
- Milagros (telenovela) (2000)
- Ciudad de M (2000)
- Tinta roja (2000)
- Ojos que no ven (2003)
- Polvo enamorado (2003)
- Dragones: destino de fuego (2006)
- Mariposa negra (2006)
- Cinco Esquinas (2026)
- Donde mis ojos no te vean (Obra de Teatro)
- Cuando me dicen señora (Obra de Teatro)